# Focke-Wulf Ta 183
Focke-Wulf Ta 183 е немски проект на турбореактивен изтребител.

## История
Разработването на изтребителя започва в края на 1942 г. в заводите Focke-Wulf. Самолетът е проектиран от Ханс Мултхоп под ръководството на Курт Танк.
През февруари 1945 г. самолетът побеждава в конкурса за изтребители, проведен от върховното командване на Луфтвафе. Машината получава наименованието Ta 183. Луфтвафе поръчва 16 серийни машини от модификациите V1 и V3. Първият полет е планиран за май-юни 1945 г., а началото на серийното производство – за октомври същата година. Но тези планове се провалят. На 8 април 1945 г. британските войски превземат заводите Focke-Wulf. Работата над Та 183 спира и повече никога не е подновена.

## В компютърните игри
Този самолет може да се види в игрите Il-2 Sturmovik и World of Warplanes (като изтребител IX ниво).

## Летателни данни
| Размах на крилете: 10 m Дължина: 9,2 m Височина: 3,86 m Тегло празен: 2980 kg Максимално тегло при излитане: 5100 kg Двигател: 1 х Heinkel HeS 011 Мощност на двигателя: 1×1300 kW Максимална скорост: 962 км/ч Скорост: 955 км/ч на 7000 m Далечина на полета: 2150 km Таван на полета: 14 000 m Екипаж: 1 Въоръжение: 4х 30 mm авиационни оръдия MK-108 и 500 kg бомби. |